# Wilfrid Kaptoum
Wilfrid Joures Kaptoum (Douala, 7 juli 1996) is een Kameroens voetballer die doorgaans als centrale middenvelder speelt.

## Clubcarrière
Kaptoum kwam via de Fundación Eto'o in de jeugdopleiding van FC Barcelona. Deze stichting is een samenwerkingsverband tussen FC Barcelona en Samuel Eto'o, speler bij de club van 2004 tot 2009. Met de Juvenil A, het hoogste jeugdelftal, won Kaptoum in 2014 de regionale groep van de División de Honor en de UEFA Youth League. Op 23 september 2014 debuteerde hij voor FC Barcelona B in de Segunda División tegen CA Osasuna in het Estadio El Sadar (2-0 verlies). Hij startte in de basis en werd in de tweede helft vervangen door mede-debutant Gerard Gumbau.
Zijn debuut in het eerste elftal volgde op 28 oktober 2015 in de bekerwedstrijd tegen CF Villanovense, waarin Kaptoum een basisplaats had. Later in het seizoen 2015/2016 debuteerde hij op 9 december 2016 tegen Bayer Leverkusen in de UEFA Champions League en op 10 februari 2016 maakte Kaptoum in de bekerwedstrijd tegen Valencia CF zijn eerste doelpunt voor het eerste elftal van Barça.

## Clubstatistieken
| Seizoen         | Club            | Competitie         | Competitie | Competitie | Beker | Beker | Supercup | Supercup | Europa | Europa | Totaal | Totaal |
| Seizoen         | Club            | Competitie         | Wed.       | Dlp.       | Wed.  | Dlp.  | Wed.     | Dlp.     | Wed.   | Dlp.   | Wed.   | Dlp.   |
| --------------- | --------------- | ------------------ | ---------- | ---------- | ----- | ----- | -------- | -------- | ------ | ------ | ------ | ------ |
| 2014/15         | FC Barcelona B  | Segunda División A | 3          | 1          | 0     | 0     | —        | —        | —      | —      | 3      | 1      |
| 2015/16         | FC Barcelona B  | Segunda División B | 25         | 3          | 0     | 0     | —        | —        | —      | —      | 25     | 3      |
| 2015/16         | FC Barcelona    | Primera División   | 0          | 0          | 2     | 1     | 0        | 0        | 1      | 0      | 3      | 1      |
| 2016/17         | FC Barcelona B  | Segunda División B | 16         | 2          | 0     | 0     | —        | —        | —      | —      | 16     | 2      |
| 2017/18         | Real Betis B    | Segunda División B | 12         | 0          | 0     | 0     | —        | —        | —      | —      | 12     | 0      |
| 2018/19         | Real Betis      | Primera División   | 10         | 0          | 3     | 0     | —        | —        | 2      | 0      | 15     | 0      |
| 2019/20         | Real Betis      | Primera División   | 2          | 0          | 0     | 0     | —        | —        | 0      | 0      | 2      | 0      |
| Carrière totaal | Carrière totaal | Carrière totaal    | 68         | 6          | 5     | 1     | 0        | 0        | 3      | 0      | 76     | 7      |